# سیارک ۴۰۲۶
سیارک ۴۰۲۶ (به انگلیسی: 4026 Beet، نامگذاری:1982BU1) چهار هزار و بیست و ششمین سیارک کشف شده‌است که در ۳۰ ژانویه ۱۹۸۲ کشف شد.
قدر مطلق سیارک برابر ۱۳٫۴۰ است.